# Шепотько Віктор Михайлович
Шепотько Ві́ктор Миха́йлович (нар. 15 жовтня 1939 — пом. 2012) — український спортсмен-пауерліфтер, заслужений тренер України.
Як тренер працював в Красному Лимані з 1970 по 2012 рік.
13 березня 2013 року в місті на вшанування його пам'яті відкрито меморіальну дошку.
Був одним з п'яти рекордсменів з важкої атлетики в світі, який підкорив вагу, що перевищує півтони.

## Спортивні досягнення
- дворазовий чемпіон світу з пауерліфтингу
- чемпіон Європи з пауерліфтингу